# Liste der Ständigen Vertreter der Türkei bei den Vereinten Nationen
Liste der Ständigen Vertreter der Türkei bei den Vereinten Nationen in New York, Genf und Wien.

## Ständige Vertreter

### Ständige Vertreter in New York
- 1947–1957: Selim Rauf Sarper
- 1957–1960: Seyfullah Esin
- 1960–1962: Rıfat Turgut Menemencioğlu
- 1962–1964: Adnan Kural
- 1964–1969: Orhan Eralp
- 1969–1972: Haluk Bayülken
- 1972–1975: Osman Olcay
- 1975–1978: İlter Türkmen
- 1978–1980: Orhan Eralp
- 1980–1985: Coşkun Kırca
- 1985–1988: İlter Türkmen
- 1988–1993: Mustafa Akşin
- 1993–1995: İnal Batu
- 1995–1998: Hüseyin Çelem
- 1998–2000: Volkan Vural
- 2000–2004: Ümit Pamir
- 2004–2009: Baki İlkin
- 2009–2012: Ertuğrul Apakan
- 2012–2016: Yaşar Halit Çevik
- seit 2016: Feridun Sinirlioğlu

### Ständige Vertreter in Genf
- 1967–1970: Özdemir Benler
- 1970–1976: Coşkun Kırca
- 1976–1979: Ercüment Yavuzalp
- 1979–1983: Kamran İnan
- 1983–1985: İlter Türkmen
- 1985–1989: Ercüment Yavuzalp
- 1989–1991: Cem Duna
- 1991–1995: Gündüz Suphi Aktan
- 1995–1998: Tugay Uluçevik
- 1998–2002: Emin Murat Sungar
- 2002–2006: Türkekul Kurttekin
- 2006–2010: Ahmet Üzümcü
- 2010–2013: Mustafa Oğuz Demiralp
- 2013–2016: Mehmet Ferden Çarıkçı
- seit 2016: Ali Naci Koru

### Ständige Vertreter in Wien
- 1992–1998: Fügen Ok
- 1998–2000: Yaşar Yakış
- 2000–2004: Aydın Şahinbaş
- 2004–2009: Ahmet Ertay
- 2009–2013: Tomur Bayer
- seit 2013: Birnur Fertekligil